# Orcières
Orcières é uma comuna francesa na região administrativa da Provença-Alpes-Costa Azul, no departamento de Altos-Alpes. Estende-se por uma área de 98,27 km². Em 2010 a comuna tinha 688 habitantes (densidade: 7 hab./km²).